# Dactylorhiza vorasica
Dactylorhiza vorasica är en orkidéart som beskrevs av Barbara Willing och Eckhard Willing. Dactylorhiza vorasica ingår i Handnyckelsläktet som ingår i familjen orkidéer.
Artens utbredningsområde är Grekland. Inga underarter finns listade i Catalogue of Life.